# شيخ شيروان
قرية شيخ شيروان وهي قرية تقع في ناحية قوشتبة في قضاء سهل أربيل في محافظة أربيل شمال العراق.